# Owieczki (województwo podlaskie)
Owieczki – wieś w Polsce położona w województwie podlaskim, w powiecie monieckim, w gminie Goniądz.
W latach 1975–1998 miejscowość położona była w województwie łomżyńskim.
Przez miejscowość przebiega droga krajowa nr 65.
Wierni kościoła rzymskokatolickiego należą do parafii Matki Boskiej Anielskiej w Downarach.

## Historia
Wieś królewska w starostwie knyszyńskim w ziemi bielskiej województwa podlaskiego w 1795 roku. 
Według spisu ludności z 30 września 1921 Owieczki zamieszkiwało ogółem 167 osób z czego mężczyzn - 76, kobiet - 91. Budynków mieszkalnych było 28.